# المنتدى الإسلامي بالشارقة
المنتدى الإسلامي بالشارقة هو منتدى تابع لحكومة الشارقة المحلية بالشارقة في دولة الإمارات العربية المتحدة، تعمل على نشر الثقافة الإسلامية في المجتمع، بتنظيم دورات علمية شرعية للعامة «دورة مقاصد الشريعة، المدخل إلى المذاهب الأربعة». 

## أقسام المنتدى الإسلامي

### المكتبة وقسم البحوث
تعتبر المكتبة من الأقسام الرئيسة للمنتدى ، وتمتاز بالتخصص في العلوم الشرعية واللغة العربية ، والتاريخ الإسلامي وتعتمد على نظام تصنيف يسهل الوصول إلى المادة المطلوبة بيسر ويمكن عن طريق جهاز الحاسب الآلي البحث عن أي مرجع فهي تقدم خدماتها وتفتح أبوابها للزوار يومياً من الساعة الثامنة صباحاً إلى التاسعة مساءً عدا يوم الـجمعة ، ولا توجد أية شروط لارتيادها، كما يوجد نظام للإعارة الخارجية. 

### قسم الحاسب الآلي
يقدم الحاسب الآلي برامج تدريبية متنوعة موجهة للمجتمع تشمل المهارات الأساسية في استخدام الحاسب الآلي، برامج متقدمة في الصيانة والبرمجة وبرامج مشتركة مع المؤسسات الأهلية والعامة، يشرف القسم على إصدار ومتابعة موقع المنتدى على الإنترنت. 

### قسم الضيافـة
حرص المنتدى الإسلامي على تكامل أدواره المجتمعية تتضمن أهدافه مثالا متكاملا للمؤسسة الاجتماعية. يسمح المنتدى لأعضائه بالالتقاء والتجمع في إطار من التسهيلات والخدمات ذات النوعية الراقية والتي يراعى فيها الجوانب الشرعية لذا فإن قسم الضيافة في المنتدى يقيم مآدب في جو حميم وانضباط كامل إضافة إلى تنوع ورقي. استضاف كثير من مآدب وبرامج عدة للجهات الرسمية والأهلية، إضافة إلى إقبال الأفراد لتنظيم حفلات الزواج ومآدب الأفراح وبتكلفه تعد نسبيا منخفضة.